# Irineu Danelón

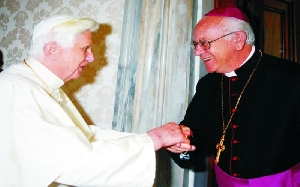
Irineu Danelón (rechts)

Irineu Danelón SDB (* 4. April 1940 in Piracicaba, Brasilien) ist ein römisch-katholischer Ordensgeistlicher und emeritierter Bischof von Lins.

## Leben
Irineu Danelón legte am 31. Januar 1964 in der Ordensgemeinschaft der Salesianer Don Boscos die erste Profess ab. Anschließend studierte er Philosophie am Salesianischen Institut für Philosophie in Lorena und Katholische Theologie am Theologischen Institut Pius XI. in São Paulo. Er empfing am 16. September 1967 in São Paulo die Priesterweihe. Nach weiteren Studien wurde er an der Päpstlichen Universität der Salesianer in Rom promoviert. In der Ordensgemeinschaft der Salesianer Don Boscos war er Rektor des Seminars für Philosophie in Lorena, Pastoralleiter der Provinz, Direktor des salesianischen Lyceums in Campinas und Provinzial.
Am 26. November 1987 ernannte ihn Papst Johannes Paul II. zum Bischof von Lins. Die Bischofsweihe spendete ihm der Erzbischof von São Paulo, Paulo Evaristo Kardinal Arns OFM, am 31. Januar des folgenden Jahres. Mitkonsekratoren waren der Erzbischof von Botucatu, Vicente Ângelo José Marchetti Zioni, und der Altbischof von Corumbá, Ladislau Paz SDB. Die Amtseinführung im Bistum Lins fand am 28. Februar 1988 statt. Sein Wahlspruch lautet „A Caridade jamais passará“.
Papst Franziskus nahm am 30. September 2015 seinen altersbedingten Rücktritt an.